# 春秋苑
春秋苑（しゅんじゅうえん）は、神奈川県川崎市多摩区にある公園墓地である。生田の丘陵地帯に約7万坪の広大な敷地を有する大型高級公園墓地。日本初の民間公園墓地として知られ、老舗ゆえ多くの著名人が眠っている。

## アクセス

### 鉄道・バス利用
- 小田急線「生田駅」より徒歩10分・無料送迎バスあり（毎日運行）
- 東急田園都市線「宮前平駅」より川崎市営バス「生田駅行き」乗車、「春秋苑入口」停留所下車

### 車 利用
- 都心方面より首都高速→3号渋谷線→東名高速道路→川崎IC
- 町田方面より津久井通（世田谷通り）→栗谷入口を右折→生田駅南口バスロータリー前を右折
- 稲城・府中方面より府中街道→枡形1信号右折→根岸陸橋信号右折（町田方面）→世田谷通り→生田駅を過ぎて左折

## 故著名人
- 市川崑（映画監督）
- 深作欣二（映画監督）
- 岡本喜八（映画監督）
- 山本薩夫（映画監督）
- 高橋悦史（俳優）
- 三船敏郎（俳優）
- 宇津井健（俳優）
- 高島忠夫（俳優）
- 加東大介（俳優）
- 長門勇（俳優）
- 島田正吾（俳優）
- 尾崎士郎（小説家）
- 山岡荘八（小説家）
- 横溝正史（小説家）
- 阿部知二（小説家）
- 仁木悦子（小説家）
- 柳田國男（民俗学者）
- 平塚らいてう（思想家）
- 椎名悦三郎（政治家）
- 保利茂（政治家）
- 猪俣浩三（政治家・弁護士）
- 有田喜一（政治家）
- 根本龍太郎（政治家）
- 奥むめお（政治家）
- 田中六助（政治家）
- 武部六蔵（内務官僚）
- 古関裕而（作曲家）
- 市川昭介（作曲家）
- 桜塚やっくん（お笑い芸人）
- 米澤嘉博（漫画評論家）
- 麻生三郎（洋画家）
- 奥村博史（洋画家）
- 土居まさる（アナウンサー）
- 真家ひろみ（タレント・歌手）
- 後藤安彦（翻訳家）
- 浜田広介（童話作家）
- 坪田譲治（童話作家）
- 本間雅晴（陸軍軍人）
- 伊東茂平（服飾デザイナー）
- 水野成夫（実業家）
- 大槻文平（実業家）
- 高城申一郎（実業家）
- 中尾碩志（プロ野球選手）
- ライオン野口（プロボクサー）
- 大高ひさを（作詞家）
- 奥井復太郎（都市経済学者）
- 相良守峯（独文学者）
- 式場隆三郎（精神科医）
- 田畑政治（水泳指導者、JOC役員）